# Torre Juche

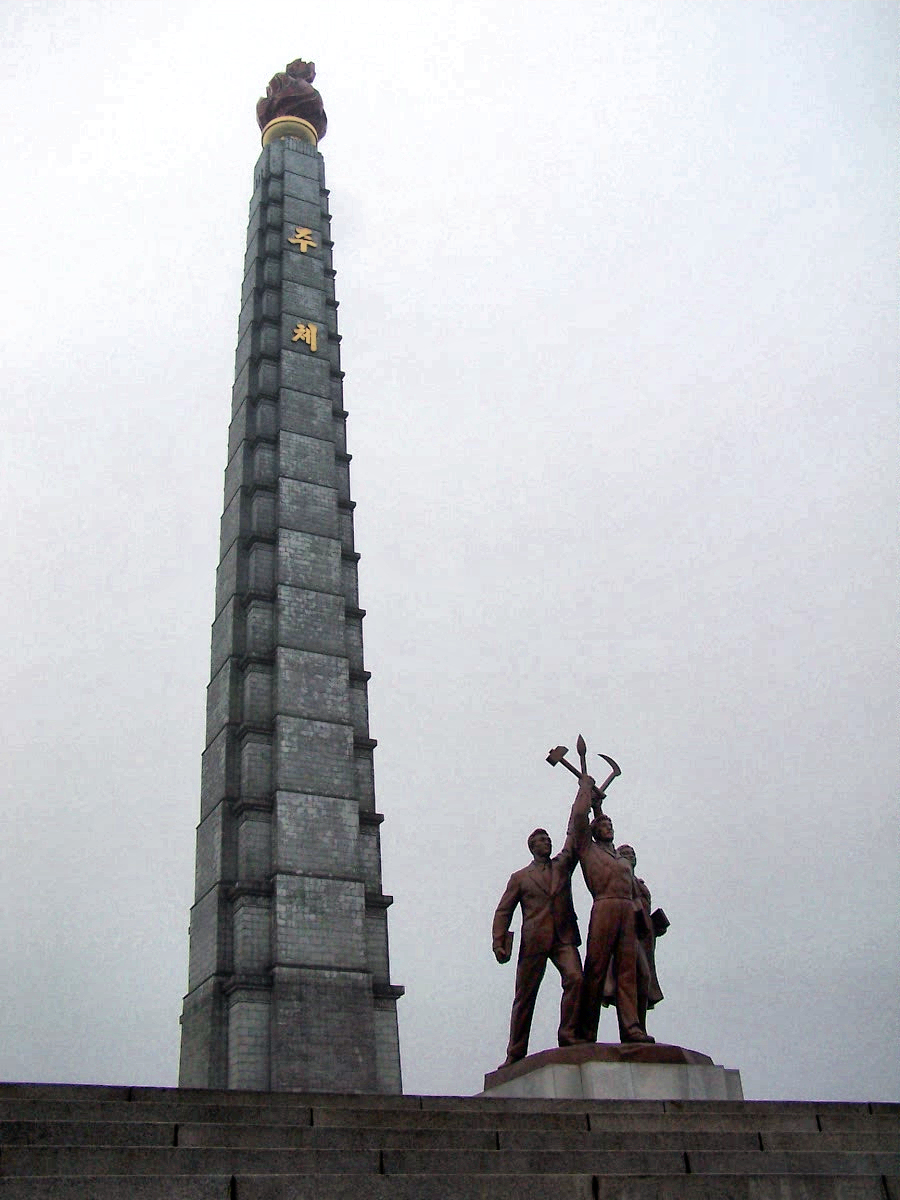
La torre Juche

La torre Juche o torre dell'idea Juche (주체사상탑?, 主體思想塔?, Juche SasangtapLR, Chuch'e Sasangt'apMR) è un monumento situato a Pyongyang, in Corea del Nord. La torre prende il nome dall'ideologia del Juche, sviluppata da Kim Il-sung, che riunisce autarchia, autosufficienza, patriottismo, tradizionalismo coreano e marxismo-leninismo.

## Storia
Completata nel 1982, sorge sulla riva sinistra del fiume Taedong, esattamente di fronte a piazza Kim Il-sung, sita sulla riva opposta. Venne eretta per commemorare il 70º compleanno di Kim Il-sung. Kim Jong-il è ufficialmente l'autore del progetto benché altre fonti nordcoreane smentiscano questa affermazione.

## Caratteristiche
Alta complessivamente 170 metri, consiste di una guglia alta 150 metri di 25.550 blocchi di granito (365 × 70, uno per ogni giorno della vita di Kim Il-sung fino al 70º compleanno) rivestiti in pietra bianca con 70 divisioni e sormontata da una torcia (modellata a forma di fiamma) illuminata internamente, alta 20 metri e pesante 45 tonnellate.
Tramite ascensore si può salire fino al balcone posto sotto la torcia. Nella base della torre vi sono alcune sale in cui saltuariamente installazioni video illustrano l'importanza ideologica della torre.
Si presume che il progetto si rifaccia al monumento a Washington, che supera in altezza di meno di un metro. La Torre Juche è la seconda più alta colonna monumentale al mondo, dopo il San Jacinto Monument, 2,9 metri più alto.

## Area
Oltre alla torre, l'area del monumento ospita anche una statua di 30 metri raffigurante tre persone: una con un martello, una con una falce e una con un pennello da calligrafia a rappresentare le categorie degli operai, dei contadini e degli intellettuali, analoga alla statua dell'operaio e la kolchoziana che si trova a Mosca. I tre strumenti formano l'emblema del Partito del Lavoro di Corea. Vi sono inoltre altri sei gruppi di sculture, alti 10 metri, che simbolizzano altri aspetti dell'ideologia di Kim Il-sung. Infine, accanto alla torre, una parete ospita 82 placche di amicizia donate da sostenitori stranieri.

## Galleria d'immagini

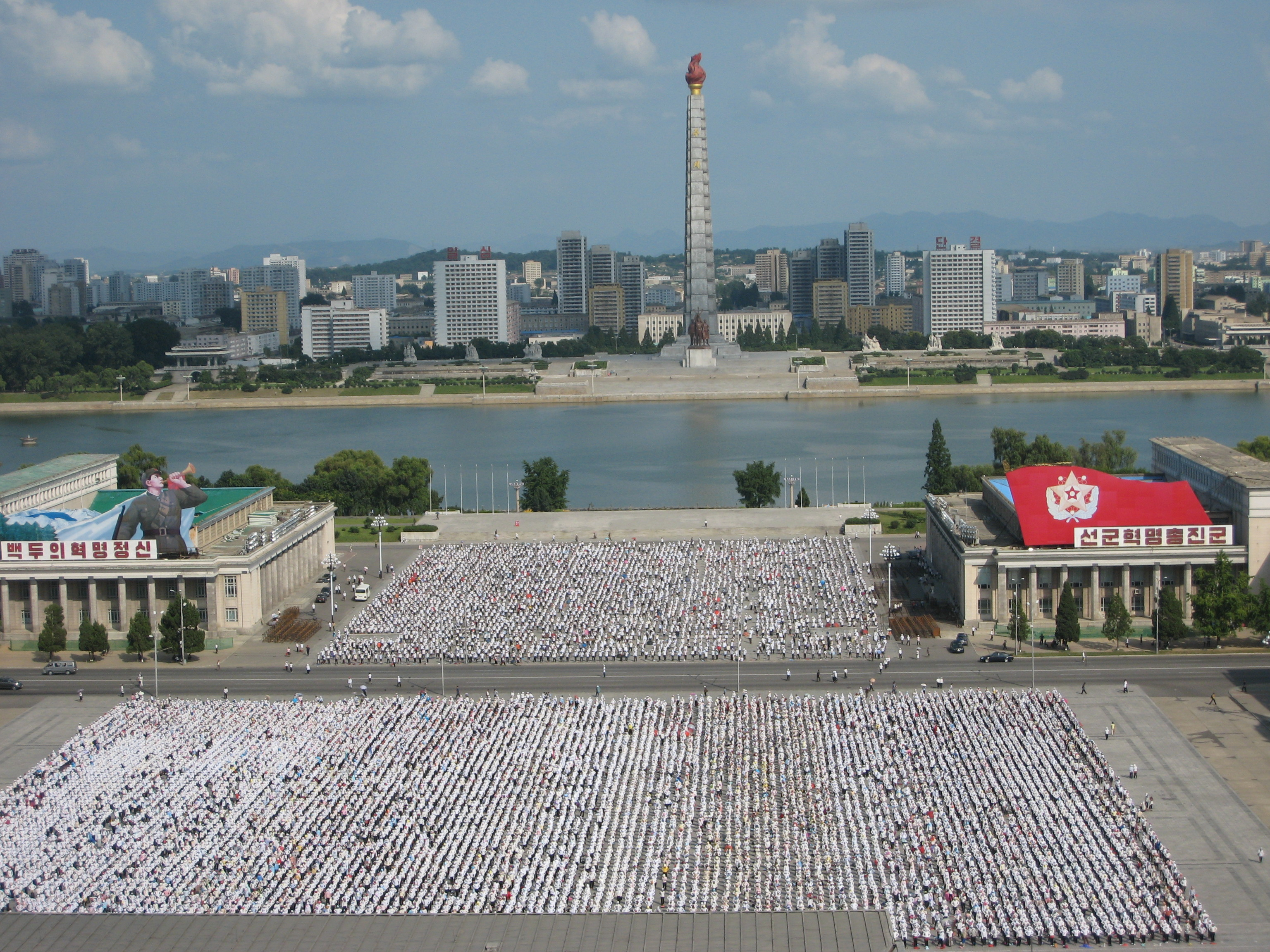
La Torre Juche vista da Piazza Kim Il-sung, sulla riva opposta del Taedong.
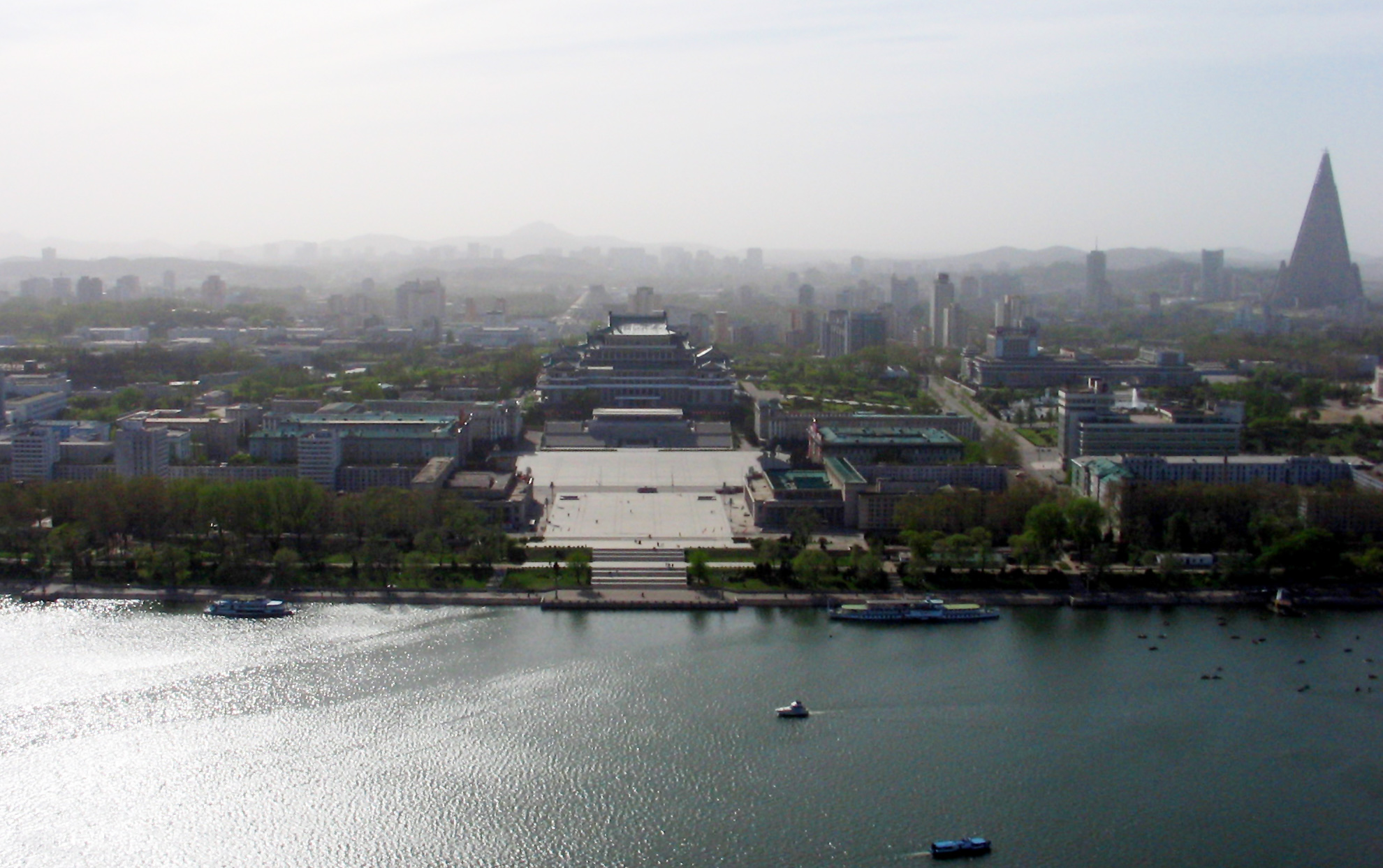
Panorama di Pyongyang dalla torre.